# (126154) 2001 YH140
(126154) 2001 YH140 est un objet transneptunien en résonance 3:5 avec Neptune.

## Caractéristiques
(126154) 2001 YH140 mesure environ 345 km de diamètre.

## Orbite
L'orbite de (126154) 2001 YH140 possède un demi-grand axe de 42,396 ua et une période orbitale d'environ 276 ans. Son périhélie l'amène à 36,363 ua du Soleil et son aphélie l'en éloigne de 48,428 ua. Il possède une résonance 3:5 avec Neptune.

## Découverte
2001 YH140 a été découvert le 18 décembre 2001.